# Salomėja Zaksaitė

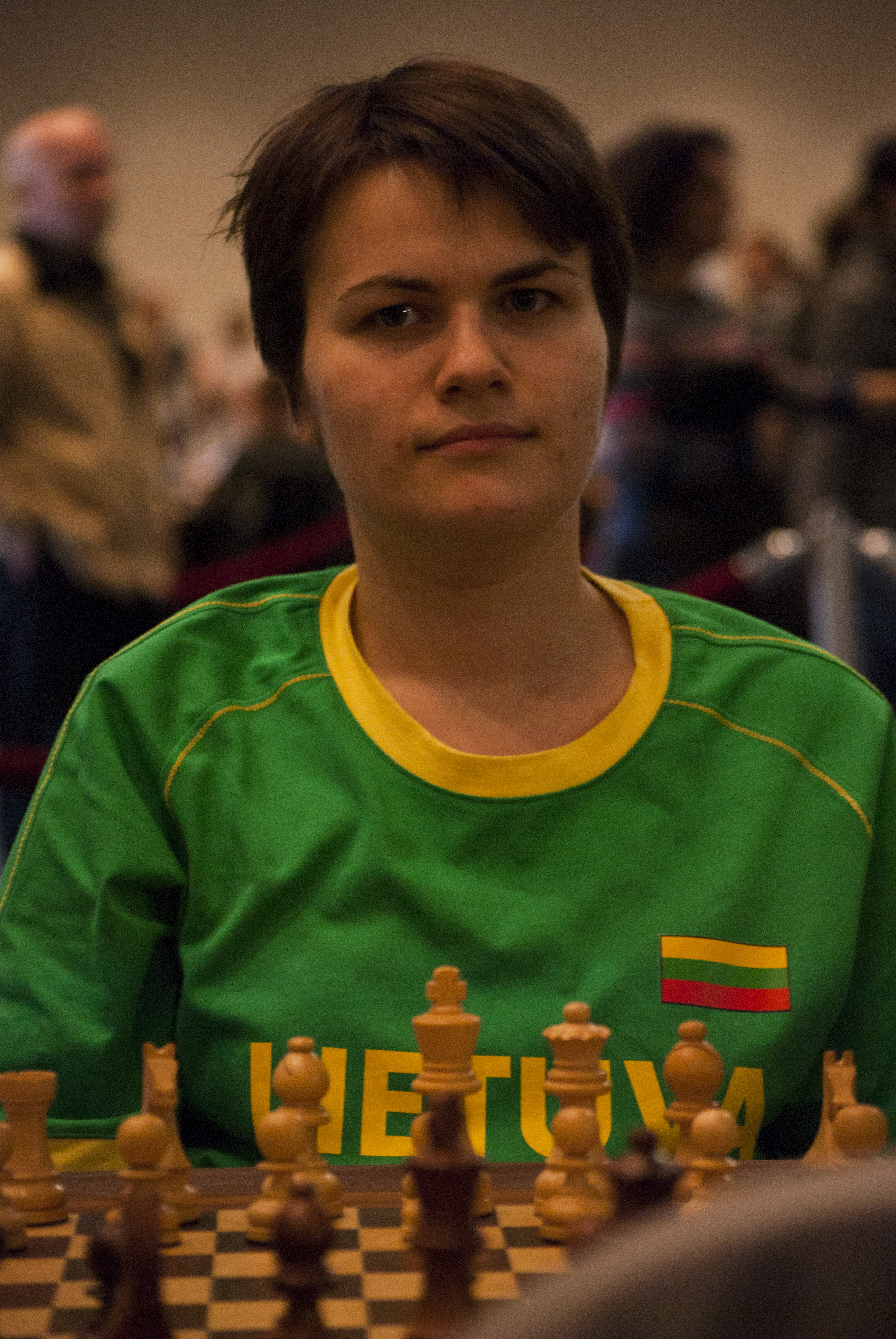
Salomėja Zaksaitė

Salomėja Zaksaitė (Kaunas, 25 juli 1985) is een Litouws schaakster met de titels internationaal meester bij de vrouwen (WIM, sinds 2003). Ze was twee keer nationaal vicekampioen.

## Trainer
- Vaidas Sakalauskas (* 1971), IM.[1]

## Persoonlijk leven
Zaksaitė is meester in de rechten en behaalde de graad van doctor (criminologie, strafrecht, sportrecht) aan de Universiteit van Vilnius. Behalve haar moedertaal Lets spreekt ze ook Russisch, Engels en Duits.